# NCT 127 (мініальбом)
NCT 127 (стилізований як NCT #127) — дебютний мініальбом NCT 127, підрозділу південнокорейського гурту хлопців NCT, що розташований у Сеулі. 10 липня 2016 вийшла цифрова версія, а 11 липня — фізична. Мініальбом складається із сімох пісень, включаючи пісню «Fire Truck».
Мініальбом мав комерційний успіх, зайнявши перше місце у Gaon Album Chart. Було продано 83,272 фізичних копій мініальбому у 2016 році.

## Передумови та реклама
30 червня 2016 оголошено, що NCT повинен повернутися з другим підрозділом під назвою NCT 127, де число 127 є довготою Сеула. NCT 127 включає чотирьох членів з минулого підрозділу NCT U (Тейона, Джехьона, Теїля і Марка) та трьох нових членів (Юту, Хечана і ВінВіна).
Музичне відео до їхньої дебютної пісні «Fire Truck» повинне було вийти 7 липня 2016 опівночі KST, але було затримане до обіду того ж дня. 7 липня NCT 127 виконували «Fire Truck» і пісню на стороні Б «Once Again» під час свого першого виступу на M! Countdown.
10 липня вийшла цифрова версія мініальбому, а 11 липня — фізична. Мініальбом включає бонусну пісню «Switch», яка раніше була виконана гуртом під час SM Rookies Show у 2015 році. Пісня, як і її музичне відео, була записана у 2015 році і випущена з запізненням 20 грудня 2016 року. У пісні з'являються учасники підрозділів 127, U і Dream , а також колишній член SM Rookies — Хансоль.

## Концепт
Альбом вміщує різні жанри, такі як hip-top, треп і Moombahton («Fire Truck»); ретро («Once Again»), електропоп («Wake Up», «Another World») та «танцювальний-поп» («Paradise»).

## Комерційний успіх
NCT #127 увійшов до Gaon Album Chart, на 2-й позиції 10–16 липня 2016. На його третьому тижні, мініальбом зайняв перше місце у чарті за 24–30 липня 2016. Також альбом увійшов до World Album Chart, як номер 2.
Мініальбом увійшов до Gaon Album Chart з найвищим місцем під номером 3 за липень 2016 року з 60,118 проданих копій. Він зайняв 32 місце на Gaon Album Chart за 2016 рік із загальною сумою 83,272 проданих фізичних копій.

## Список пісень мініальбому
| #     | Назва                                  | Автор слів                        | Автор музики                                                                               | Перекладення                         | Тривалість |
| ----- | -------------------------------------- | --------------------------------- | ------------------------------------------------------------------------------------------ | ------------------------------------ | ---------- |
| 1.    | «Fire Truck» (소방차, собанчха)        | Тейон, Марк, Джехьон, Jam Factory | LDN Noise, Tay Jasper, Ylva Dimberg                                                        | LDN Noise                            | 02:59      |
| 2.    | «Once Again» (여름 방학, йорим панхак) | Чо Юн Кьон                        | Chris Wahle, Andreas Oberg                                                                 | Chris Wahle, Andreas Oberg           | 03:10      |
| 3.    | «Wake Up»                              | Jam Factory, Cgo Jinjoo           | LDN NOISE, Tay Jasper                                                                      | LDN NOISE                            | 02:57      |
| 4.    | «Another World»                        | Jam Factory                       | Timothy `Bos` Bullock, MZMC, Leven Kali, Jamil `Digi` Chammas, Tay Jasper, Adrian Mckinnon | Tay Jasper, Timothy `Bos` Bullock    | 03:32      |
| 5.    | «Paradise»                             | Jam Factory, Realmeee             | G.Bliz For Tdl, Inc., The Colleagues, Otha `Vakseen` Davis III, Henry Hill                 | G.Bliz For Tdl, Inc., The Colleagues | 03:27      |
| 6.    | «Mad City» (Джехьон, Тейон & Марк)     | Лі Тейон, Марк Лі, Double Dragon  | Double Dragon, Donald Hazel Sales                                                          | Double Dragon                        | 03:19      |
| 7.    | «Switch» (Всі члени NCT)               | Jam Factory                       | LDN NOISE, Trey Campbell, Tay Jasper, Rosina `Soaky` Russell                               | LDN NOISE                            | 03:05      |
| 22:31 |                                        |                                   |                                                                                            |                                      |            |

## Чарти

### Щотижневі чарти
| Чарт (2016)                    | Найвище місце |
| ------------------------------ | ------------- |
| South Korean Gaon Album Chart  | 1             |
| Japanese Oricon Albums Chart   | 40            |
| US Billboard Heatseekers Album | 22            |
| US Billboard World Albums      | 2             |

### Щомісячні чарти
| Чарт (2016)                  | Найвище місце |
| ---------------------------- | ------------- |
| South Korea Gaon Album Chart | 3             |

### Чарти в кінці року
| Чарт (2016)                  | Найвище місце |
| ---------------------------- | ------------- |
| South Korea Gaon Album Chart | 32            |

## Продажі та сертифікати
| Чарт                   | Кількість |
| ---------------------- | --------- |
| Gaon фізичних продаж   | 88,922+   |
| Oricon фізичних продаж | 6,235+    |

## Історія випуску
| Регіон         | Дата          | Формат               | Фірма звукозапису          |
| -------------- | ------------- | -------------------- | -------------------------- |
| Світ           | 10 липня 2016 | Цифрове завантаження | SM Entertainment           |
| Південна Корея | 10 липня 2016 | Цифрове завантаження | SM Entertainment           |
| Південна Корея | 11 липня 2016 | CD                   | SM Entertainment, KT Music |